# ストリキニーネ
ストリキニーネ (strychnine) はインドールアルカロイドの一種。非常に毒性が強い。IUPAC許容慣用名はストリキニジン-10-オン strychnidin-10-one。ドイツ語ではストリキニン (Strychnin)。1948年にロバート・バーンズ・ウッドワードにより構造が決定され、1954年に同じくウッドワードにより全合成された。化合物の絶対配置は1956年にX線結晶構造解析により決定された。

## 概要
- 単体は無色または白色～薄い黄赤色の柱状結晶で、アセトンに僅かに溶け、アルコール、クロロホルムに可溶。熱湯に溶けやすいが、常温(25℃)の水には溶けない[4]。極めて強い苦味を持ち、1ppm程度でも苦味が認識できる。ストリキニーネ単体は水に不溶であるが、その硝酸塩や硫酸塩、塩酸塩は水に適度に溶解し、主に「ストリキニーネ硝酸塩」として流通している。
- 天然物はマチン科の樹木マチンの樹皮や種子から得られ、1819年にマチンの学名 Strychinos nux-vomica にちなみ命名された。マチンの内部ではトリプトファンから生合成されている。同じくマチンに含まれるブルシン (brucine) は、ストリキニーネの2,3位にメトキシ基 (CH3O−) が付いた構造を持ち、毒性はストリキニーネより弱い。
- 日本語で名称が似ているキニーネ(quinine)とは全く別の物質である。

## 用途・規制
- 医療用としては、苦味健胃薬[5]や、痙攣誘発薬、強精剤(ED治療薬)[6][7]に用いられている。脊髄において抑制性の神経伝達物質グリシンに選択的に拮抗して中枢神経系全体を興奮させる作用を有することから、中枢神経興奮薬（グリシンα1受容体拮抗薬）としても使用される[8]。過去には 硝酸ストリキニーネが日本薬局方に中枢神経興奮薬として記載され、当時の医療現場でアルコール中毒や鎮静剤の過剰服用時、脳出血後の麻痺、視力障害の患者などに使用されていたが、薬用量と中毒量が近かったため扱いが難しく、徐々に処方されなくなり やがて日本薬局方にも記載されなくなった。
人体に蓄積性が有ることが知られている。
- 分析・研究用としては、(1)リン酸塩の検出、比色定量　(2)亜硝酸塩、硝酸塩の検出、比色定量、臭素の検出　(3)バナジウムの検出　(4)セリウムの検出　(5)塩素酸塩、臭素酸塩の検出　(6)水銀の検出　(7)オスミウムの重量分析　(8)白金族元素および金とそれぞれ特有の結晶性沈殿をつくるので これらの顕微鏡分析、などに用いられる[9]。
- 医療用以外の用途としては、殺鼠剤や害獣駆除剤・野犬駆除剤（毒エサ）としても使用され、狂犬病予防法 施行規則第17条で

```
令第七条第二項に規定する薬品は、硝酸ストリキニーネとする。
```

　と定められている。
- 日本では毒物及び劇物取締法により毒物に指定されており、サスペンス映画などで有名なシアン化カリウム（青酸カリ）よりも毒性が強い[11]。
1993年（平成5年）に発生した、埼玉愛犬家連続殺人事件で犯行に使用された毒物として、連日マスコミにより報道され有名になった。

## 中毒症状
ヒトをはじめとする脊椎動物において、脊髄や脳に存在するリガンド作動性Cl-チャネルであるグリシンレセプター (GlyR) に対し、アンタゴニストとして作用する。
これは、主に脳幹や脊髄のシナプスで抑制性神経伝達物質として振る舞うグリシンを特異的に阻害し、強力な中枢興奮作用を示す。
痙攣を発する量は皮下注射の場合で、マウス0.4mg/kg、ウサギ0.7mg/kg、イヌ0.25mg/kg。
古くから狩猟の矢毒として使用されており、経口投与よりも皮下投与の方が 毒性が強く現れるという特徴がある。ラットに対する半数致死量(LD50)は、経口では約20mg/kgであるのに対し、皮下注射ではわずか1.2 mg/kgであり、注射によって肝臓を通さず摂取するというだけで、毒性が約17倍近くも跳ね上がる。
経口摂取すると小腸から血流中に入り、肝臓の解毒能力（ミクロソーム系酵素代謝）を超える濃度に達する15-30分ほどで症状が現れる。
激しい強直性痙攣、後弓反張（体が弓形に反る）、痙笑（顔筋の痙攣により笑ったような顔になる）が起こるが、これは破傷風の症状に類似している。また、刺激により痙攣が誘発されるのが特徴。意識障害はなく、筋肉の激しい痛みと強い不安・恐怖を伴う。最悪の場合、呼吸麻痺と乳酸アシドーシスで死に至る。
なお、心循環系、消化器系には影響を与えない。痙攣に伴い、横紋筋融解によりミオグロビン尿が出る。
ヒトの致死量には個人差があり、成人の最小致死量は 30-120mg だが、3.75g 摂取して生存したケースも報告されている。
治療においては、まず患者に刺激を与えないようにして鎮静剤（ジアゼパム、バルビツール酸誘導体など）、筋弛緩剤を投与し、痙攣の防止と気道の確保を行う。
ストリキニーネの体内での分解は早いので、中毒から24時間を過ぎれば予後の生存率は高くなる。

## 文化
ストリキニーネ中毒は、人と動物に対して致命的な影響を与えうる中毒である。任意の既知の毒性反応のなかでも最も劇的な痛みを伴う症状を引き起こすもののひとつで、しばしば文学や映画（おおむね殺人事件）で描かれている。
- スタイルズ荘の怪事件 - 強壮剤に含まれていたストリキニーネが利用された。
- シートン動物記 - 毒餌に仕込まれたストリキニーネで動物が中毒する場面がある。
- 八つ墓村 - 連続殺人の道具として、硝酸ストリキニーネが使われた。

また、マラリアの特効薬であるキニーネとの混同も見られる。
- TVアニメ母をたずねて三千里 - 肺炎治療薬として登場するが、翌週放送のラストで、キニーネの誤りである旨がテロップで付加された。再放送でもストリキニーネを治療薬として放送した回の次回のラストでそのテロップが表示される。
- ジュール・ヴェルヌ作『神秘の島』 - マラリア治療薬
- マラリア治療薬「キナポン」 - キニーネとストリキニーネの合剤[16]

興奮剤として使われたことから、1960年代の若者にドラッグ的に使用されることがあった。
- 1960年代のアメリカのロックバンド、ザ・ソニックスに「ストリキニーネ」というタイトルの曲があり、「ワインよりも俺はストリキニーネが大好き」と歌っている。

## ドーピング
かつては興奮剤としてドーピングに用いられた。著名な例としては、1904年セントルイスオリンピックのマラソンで金メダルを取ったトーマス・ヒックスが挙げられる。
ストリキニーネには運動向上能力はないとされるが、2019年現在も世界アンチ・ドーピング機構により禁止薬物に指定されている。

## 全合成
ストリキニーネの構造決定に貢献したロバート・ロビンソンは、「この分子量としては、知られる限りにおいて最も複雑な有機化合物(for its molecular size it is the most complex organic substance known)」 と評した。
少ない分子量でありながら複雑な構造を持つことから、ストリキニーネの全合成は現在に至るまで化学者たちの関心を集めており、1954年のウッドワード以降様々な方法による合成法が報告されている⇒ストリキニーネ全合成。
ウッドワードの合成法は28段階で収率はわずか0.00006％だったが、Rawal（1994年）らの収率10%、Vanderwalの6段階（2011年）まで改良されている。